# Aditivo alimenticio
Un aditivo alimenticio es un aditivo de nutrientes o drogas adicionales para el ganado. Dichos aditivos incluyen vitaminas, aminoácidos, ácidos grasos, minerales, productos farmacéuticos, fúngicos y compuestos esteroideos. Los aditivos pueden afectar la presentación del alimento, la higiene, la digestibilidad o el efecto sobre la salud intestinal.

## US
Antes de la Ley de Disponibilidad de Medicamentos para Animales de 1996, el alimento para animales estaba disponible de dos maneras: tramitados sin receta y con receta de un veterinario. Su regulación asociada introdujo el concepto de un alimento medicado, que también está disponible sin receta. La ley introdujo la terminología de la Directiva sobre piensos veterinarios. 

## UE
De acuerdo con el Reglamento de la UE 1831/2003, todos los aditivos para piensos que se comercializarán en la Unión Europea deben someterse a un exhaustivo proceso de aprobación. Aquellos que buscan la aprobación de los productos como aditivos alimentarios para el ganado deben presentarlos ante la Autoridad Europea de Seguridad Alimentaria (EFSA), el Laboratorio Europeo de Referencia, la Comisión Europea y los Estados miembros. Los criterios de evaluación incluyen la seguridad de los animales, los consumidores y los trabajadores de la fábrica. Para los aditivos que afirman un aumento en el rendimiento zootécnico, se deben presentar suficientes datos empíricos para confirmar esas afirmaciones. 
Se asignará un aditivo para piensos a una o más de las siguientes categorías, según sus funciones y propiedades, de conformidad con el procedimiento establecido en los artículos 7, 8 y 9:
1. aditivos tecnológicos: cualquier sustancia añadida a los piensos con fines tecnológicos;
2. aditivos sensoriales: cualquier sustancia, cuya adición para alimentar mejora o cambia las propiedades organolépticas del alimento, o las características visuales de los alimentos derivados de animales;
3. aditivos nutricionales;
4. aditivos zootécnicos: cualquier aditivo utilizado para afectar favorablemente el rendimiento de los animales con buena salud o para afectar favorablemente el medio ambiente;
5. coccidiostatos y  histomonostatos.[3]

La última categoría fue prohibida en 2009 por la UE y reemplazada por alternativas probióticas.